# Onmyō Kaiten Re:Birth
Onmyō Kaiten Re:Birth (陰陽廻天 Re:バース Onmyō Kaiten Re:Bāsu?) es una próxima serie de televisión de anime japonesa original creada por Fujiko Sakuno, Hideya Takahashi y Akutō Satō y animada por David Production. Se estrenó el 3 de julio de 2025. Una adaptación a manga escrita por Sakuno e ilustrada por Kyūjō Matsumoto comenzó a serializarse en el sitio web de manga Morning Two de Kōdansha en febrero de 2025.

## Personajes
Takeru Narehira (業平猛 Narehira Takeru?)
 Seiyū: Taihi Kimura
Tsukimiya (ツキミヤ?)
 Seiyū: Maaya Uchida
Abe no Seimei (安倍晴明?)
 Seiyū: Ryōhei Kimura
Atsunaga (アツナガ?)
 Seiyū: Kaito Ishikawa
Yura (ユラ?)
 Seiyū: Anna Nagase
Kazura (カズラ?)
 Seiyū: Marina Inoue
Shino (シノ?)
 Seiyū: Chihaya Yoshitake

## Contenido de la obra

### Manga
Una adaptación a manga escrita por Fujiko Sakuno e ilustrada por Kyūjō Matsumoto comenzó a serializarse en el sitio web de manga Morning Two de Kōdansha el 6 de febrero de 2025.

### Anime
La serie de anime fue anunciada el 6 de marzo de 2025 y está producida por David Production. Está dirigida por Hideya Takahashi, con Hayashi Mori encargándose de la composición de la serie, Kazuaki Morita diseñando los personajes y Masahiro Tokuda componiendo la música. Se estrenó el 3 de julio de 2025 en el bloque de programación +Ultra de Fuji TV. El tema de apertura es «Cry Out Cry Over», interpretado por Who-ya Extended, mientras que el tema de cierre es «Turn Over», interpretado por 9Lana. Crunchyroll obtuvo la licencia de la serie en América del Norte, América Central, América del Sur, Europa, África, Oceanía, Oriente Medio, CEI y Sudeste Asiático. Medialink obtuvo la licencia de la serie en Asia-Pacífico.

#### Lista de episodios
| N.º | Título | Dirigido por     | Escrito por    | Guion gráfico por            | Fecha de emisión original |
| --- | --- | ---------------- | -------------- | ---------------------------- | ------------------------- |
| 1   | «¡No admitiré la derrota ni muerto! El matón se alza en Denji Heiankyo!» Transcripción: «Shinde mo Make o Mitomenna! Yankī, Denji Heian-kyō ni Tatsu!» (en japonés: 死んでも負けを認めんな！ヤンキー、電祇平安京に立つ！)                        | Hideya Takahashi | Hayashi Mori   | Hideya TakahashiYūsuke Kubo  | 3 de julio de 2025        |
| 2   | «¡La confianza no se gana con palabras, sino con actos! ¡El matón se convierte en un onmyoji!» Transcripción: «Shinrai tte no Wa Kotoba ja Tsukurenē! Yankī, Inyōshi ni Naru» (en japonés: 信頼ってのは言葉じゃ作れねえ！ヤンキー、陰陽師になる) | Kiyomitsu Satō   | Hayashi Mori   | Yūsuke Kubo                  | 10 de julio de 2025       |
| 3   | «¡No te centres solo en lo que ves! Yura alberga dudas» Transcripción: «Mieru Mon Bakkari Miru na! Yura, Yureruomoi» (en japonés: 見えるモンばっかり見るな！ユラ、揺れる想い)                                                                    | Yuki Morita      | Shōgo Yasukawa | Takahiro Kamei               | 17 de julio de 2025       |
| 4   | «¡No te habitúes a estar solo! El Pandemonio Centenario de Takeru» Transcripción: «Hitori ni Nareruna! Takeru, Hajimete no Hyakunen Yakō» (en japonés: ひとりに慣れるな！タケル、初めての百年夜行)                                               | Fumio Maezono    | Hayashi Mori   | Yūsuke Kubo                  | 24 de julio de 2025       |
| 5   | «¡Ven, mi yo único en el milenio! La máscara yasha que guía a Takeru» Transcripción: «Chitose ni Hitori no ore, Orite Koi! Takeru o Michibiku Yasha no Menh» (en japonés: 千年に一人の俺、降りてこい！タケルを導く夜叉の面)                      | Sumio Watanabe   | Shōgo Yasukawa | Yumeko Iwaoka                | 31 de julio de 2025       |
| 6   | «¡Esta vez te protegeré! Lo que pasa en el Pandemonio Centenario» Transcripción: «Kondo wa Mamoru! Hyaku-nen Yakō no Saki ni Mieta Mono» (en japonés: 今度は守る！百年夜行の先に見えたもの)                                                      | Kiyomitsu Satō   | Hayashi Mori   | Takahiro Kamei               | 7 de agosto de 2025       |
| 7   | «¡Dime que no es verdad! Se revela la verdad de Denji Heiankyo» Transcripción: «Usoda to Itte Kure! Akasa Reru-den Denji Heian-kyō no Shinjitsu» (en japonés: 嘘だと言ってくれ！明かされる電祇平安京の真実)                                      | Yuki Morita      | Hayashi Mori   | Hiroaki Yoshikawa            | 14 de agosto de 2025      |
| 8   | «¡No jodas a la gente que intenta vivir! Los lamentos de la Torre Seiryu» Transcripción: «Hisshi ni Ikiteru Yatsu o Baka ni Sunja nē! Dōkoku no Seiryū-tō» (en japonés: 必死に生きてる奴を馬鹿にすんじゃねぇ！慟哭の青龍塔)                      | Fumio Maezono    | Shōgo Yasukawa | Yūsuke KuboHiroaki Yoshikawa | 21 de agosto de 2025      |